# Eccellenza Molise 2024-2025
Il campionato italiano di calcio di Eccellenza Molise 2024-2025 è il trentatreesimo organizzato in Italia. Rappresenta il quinto livello del calcio italiano. Questo è il girone organizzato dal comitato regionale della regione Molise.

## Stagione
Delle dodici squadre rimaste dalla precedente stagione, dieci si sono iscritte a questo campionato, a cui vanno aggiunte le due retrocesse dalla Serie D Matese e Vastogirardi, le due promosse dalla Promozione Molise 2023-2024, Boys Vairano e Montenero, la ripescata dalla Promozione Molise Aesernia Fraternia e la ripescata dalla retrocessione della scorsa stagione Olympia Agnonese che prendono il posto delle due rinunciatarie Fortore e Turris. Inoltre il Campomarino cambia denominazione in C.N.C. Sporting.

## Squadre partecipanti
| Club                               | Città (provincia)          | Stadio o campo sportivo                                                                      | Stagione precedente                       |
| ---------------------------------- | -------------------------- | -------------------------------------------------------------------------------------------- | ----------------------------------------- |
| A.S.D. Aesernia Fraternia          | Isernia                    | Stadio Mario Lancellotta                                                                     | 4º in Promozione Molise, ripescata        |
| A.S.D. Atletico S. Pietro in Valle | Frosolone (IS)             | Stadio Comunale                                                                              | 8º posto in Eccellenza Molise             |
| A.S.D. Aurora Alto Casertano       | Capriati a Volturno (CE)   | Stadio Pasqualino Leonardo (Pietramelara) (1ª-17ª) Stadio Comunale (Sesto Campano) (18ª-30ª) | 2º posto in Eccellenza Molise             |
| U.S.D. Bojano                      | Bojano (CB)                | Stadio Adriano Colalillo                                                                     | 12º posto in Eccellenza Molise            |
| A.S.D. Boys Vairano                | Vairano Patenora (CE)      | Stadio Cantelmo                                                                              | 1º in Promozione Molise, promossa         |
| C.N.C. Sporting                    | Campomarino (CB)           | Santa Cristina                                                                               | 14º posto in Eccellenza Molise            |
| A.C.D. Castel di Sangro            | Castel di Sangro (AQ)      | Stadio Comunale Mario di Ianni (Cerro al Volturno)                                           | 7º posto in Eccellenza Molise             |
| A.S.D. Montenero Calcio            | Montenero di Bisaccia (CB) | Stadio Comunale Vincenzo De Santis                                                           | 2º in Promozione Molise, promossa         |
| F.C. Matese                        | Piedimonte Matese (CE)     | Stadio Pasqualino Ferrante                                                                   | 18º posto in Serie D/F, retrocessa        |
| Olympia Agnonese                   | Agnone (IS)                | Stadio Civitelle                                                                             | 15º posto in Eccellenza Molise, ripescata |
| A.S.D. Real Guglionesi             | Guglionesi (CB)            | Comunale                                                                                     | 3º posto in Eccellenza Molise             |
| A.S.D. Ripalimosani 1963           | Ripalimosani (CB)          | Stadio Marco Vitantonio                                                                      | 11º posto in Eccellenza Molise            |
| A.S.D. Sesto Campano Calcio        | Sesto Campano (IS)         | Comunale                                                                                     | 6º posto in Eccellenza Molise             |
| A.S.D. Vastogirardi                | Vastogirardi (IS)          | Stadio Filippo Di Tella                                                                      | 17º posto in Serie D/F, retrocessa        |
| U.S. Venafro A.S.D.                | Venafro (IS)               | Stadio Marchese Alessandro del Prete                                                         | 4º posto in Eccellenza Molise             |
| A.S.D. Virtus Gioiese              | Gioia Sannitica (CE)       | Stadio Pasqualino Ferrante (Piedimonte Matese)                                               | 5º posto in Eccellenza Molise             |

## Classifica finale
|  | Pos. | Squadra                      | Pt | G  | V  | N | P  | GF | GS | DR  |
|  | ---- | ---------------------------- | -- | -- | -- | - | -- | -- | -- | --- |
|  | 1.   | Vastogirardi                 | 76 | 30 | 24 | 4 | 2  | 72 | 13 | +59 |
|  | 2.   | Matese                       | 66 | 30 | 20 | 6 | 4  | 72 | 19 | +53 |
|  | 3.   | Aurora Alto Casertano        | 64 | 30 | 20 | 4 | 6  | 80 | 36 | +44 |
|  | 4.   | Venafro                      | 60 | 30 | 17 | 9 | 4  | 70 | 27 | +43 |
|  | 5.   | Castel di Sangro             | 47 | 30 | 14 | 5 | 11 | 56 | 49 | +7  |
|  | 6.   | Montenero                    | 46 | 30 | 14 | 4 | 12 | 41 | 40 | +1  |
|  | 7.   | Olympia Agnonese             | 41 | 30 | 11 | 8 | 11 | 58 | 50 | +8  |
|  | 8.   | Sesto Campano                | 39 | 30 | 10 | 9 | 11 | 34 | 41 | -7  |
|  | 9.   | Atletico San Pietro in Valle | 38 | 30 | 12 | 2 | 16 | 37 | 51 | -13 |
|  | 10.  | Real Guglionesi              | 38 | 30 | 12 | 3 | 15 | 48 | 59 | -11 |
|  | 11.  | Bojano                       | 38 | 30 | 10 | 8 | 12 | 33 | 48 | -14 |
|  | 12.  | C.N.C. Sporting              | 36 | 30 | 10 | 6 | 14 | 36 | 36 | 0   |
|  | 13.  | Virtus Gioiese               | 35 | 30 | 9  | 8 | 13 | 37 | 58 | -21 |
|  | 14.  | Ripalimosani                 | 22 | 30 | 6  | 4 | 20 | 28 | 66 | -38 |
|  | 15.  | Boys Vairano                 | 19 | 30 | 4  | 7 | 19 | 24 | 62 | -38 |
|  | 16.  | Aesernia Fraternia           | 9  | 30 | 2  | 3 | 25 | 27 | 99 | -73 |

Legenda:
      Promossa ma rinuncia
      Ammessa ai play-off nazionali
 ammessa ai play-off o ai play-out
       Retrocessa in Promozione 2025-2026
Note:
Regolamento:
Tre punti a vittoria, uno a pareggio, zero a sconfitta.
La classifica finale tiene conto di:
- Punti.
- Punti negli scontri diretti.
- Differenza reti negli scontri diretti.
- Differenza reti generale.
- Reti realizzate.
- Sorteggio.

## Risultati

### Tabellone
- Aggiornato al 4 Maggio 2025

Ogni riga indica i risultati casalinghi della squadra segnata a inizio della riga, contro le squadre segnate colonna per colonna (che invece avranno giocato l'incontro in trasferta). Al contrario, leggendo la colonna di una squadra si avranno i risultati ottenuti dalla stessa in trasferta, contro le squadre segnate in ogni riga, che invece avranno giocato l'incontro in casa.
|                          | Aes  | Atl  | Aur  | Boj  | BVa  | CNC  | Cas  | Mat  | Mon  | Oly  | RGu  | Rip  | Ses  | UVe  | Vas  | VGi  |
| ------------------------ | ---- | ---- | ---- | ---- | ---- | ---- | ---- | ---- | ---- | ---- | ---- | ---- | ---- | ---- | ---- | ---- |
| Aesernia Fraternia       | –––– | 0-2  | 1-4  | 1-1  | 1-0  | 1-6  | 1-3  | 1-6  | 5-4  | 2-7  | 0-1  | 1-1  | 1-2  | 1-9  | 0-4  | 2-2  |
| Atletico S. Pietro in V. | 4-1  | –––– | 1-2  | 2-1  | 1-1  | 0-0  | 2-3  | 0-1  | 0-3  | 2-3  | 2-1  | 2-0  | 2-4  | 1-0  | 2-3  | 1-0  |
| Aurora Alto Casertano    | 10-1 | 5-1  | –––– | 3-0  | 4-2  | 4-1  | 3-3  | 0-1  | 1-0  | 0-1  | 4-1  | 4-0  | 3-1  | 2-4  | 0-1  | 3-0  |
| Bojano                   | 3-1  | 0-2  | 1-2  | –––– | 0-3  | 1-0  | 1-0  | 1-4  | 0-1  | 3-0  | 1-1  | 2-2  | 1-1  | 0-0  | 2-1  | 2-0  |
| Boys Vairano             | 2-1  | 0-3  | 0-1  | 0-1  | –––– | 1-3  | 0-5  | 0-3  | 2-2  | 0-0  | 2-0  | 1-0  | 2-2  | 0-1  | 0-1  | 0-2  |
| C.N.C. Sporting          | 1-0  | 0-1  | 0-0  | 0-1  | 1-0  | –––– | 1-1  | 3-0  | 1-0  | 3-2  | 3-0  | 2-3  | 3-0  | 1-1  | 0-2  | 0-1  |
| Castel Di Sangro 1953    | 4-2  | 1-0  | 3-6  | 3-2  | 4-2  | 2-0  | –––– | 1-2  | 4-1  | 4-1  | 0-3  | 3-0  | 0-3  | 2-1  | 0-2  | 2-2  |
| Matese                   | 3-0  | 4-0  | 0-0  | 1-1  | 6-0  | 1-0  | 3-1  | –––– | 4-0  | 1-1  | 6-0  | 8-0  | 3-1  | 1-0  | 0-1  | 1-2  |
| Montenero                | 2-1  | 4-0  | 0-1  | 0-1  | 2-1  | 2-1  | 1-0  | 1-2  | –––– | 1-0  | 3-2  | 2-1  | 1-1  | 1-2  | 0-0  | 2-0  |
| Olympia Agnanese         | 4-0  | 0-2  | 0-4  | 1-1  | 4-1  | 2-0  | 0-2  | 2-2  | 2-0  | –––– | 3-0  | 5-0  | 1-2  | 1-1  | 1-6  | 5-0  |
| Real Guglionesi          | 4-1  | 2-5  | 0-3  | 2-1  | 4-0  | 2-1  | 3-1  | 0-2  | 0-0  | 4-3  | –––– | 1-0  | 0-2  | 1-1  | 0-3  | 1-2  |
| Ripalimosani             | 1-0  | 2-0  | 1-0  | 1-3  | 1-1  | 3-3  | 1-0  | 2-0  | 1-4  | 1-2  | 2-3  | –––– | 1-2  | 0-4  | 0-1  | 2-4  |
| Sesto Campano            | 2-1  | 2-1  | 1-2  | 1-0  | 1-1  | 1-1  | 1-1  | 0-1  | 0-1  | 1-0  | 2-6  | 2-0  | –––– | 0-2  | 0-1  | 0-0  |
| U.S. Venafro             | 3-0  | 2-0  | 2-2  | 8-0  | 4-0  | 3-0  | 3-0  | 0-0  | 3-0  | 4-4  | 3-1  | 2-1  | 1-1  | –––– | 1-0  | 4-1  |
| Vastogirardi             | 3-0  | 4-0  | 4-1  | 5-0  | 2-0  | 2-0  | 2-2  | 0-0  | 3-0  | 2-2  | 3-1  | 2-1  | 2-0  | 5-0  | –––– | 4-0  |
| Virtus Gioiese           | 1-0  | 3-0  | 3-4  | 2-2  | 2-2  | 0-2  | 3-0  | 1-6  | 1-3  | 1-1  | 0-4  | 2-0  | 1-1  | 1-1  | 0-3  | –––– |

## Spareggi

### Playoff

#### Semifinale
|                       | Risultati |         |                               |
| --------------------- | --------- | ------- | ----------------------------- |
| Aurora Alto Casertano | 1-2       | Venafro | Sesto Campano, 11 maggio 2025 |
|                       |           |         |                               |

#### Finale
|        | Risultati |         |                                   |
| ------ | --------- | ------- | --------------------------------- |
| Matese | 0-1       | Venafro | Piedimonte Matese, 18 maggio 2025 |
|        |           |         |                                   |

### Playout
Non si disputano in quando il distacco tra penultima e quint'ultima e tra la terz'ultima e la quart'ultima è superiore a 9 punti.